# Västerhaninge (stacja kolejowa)

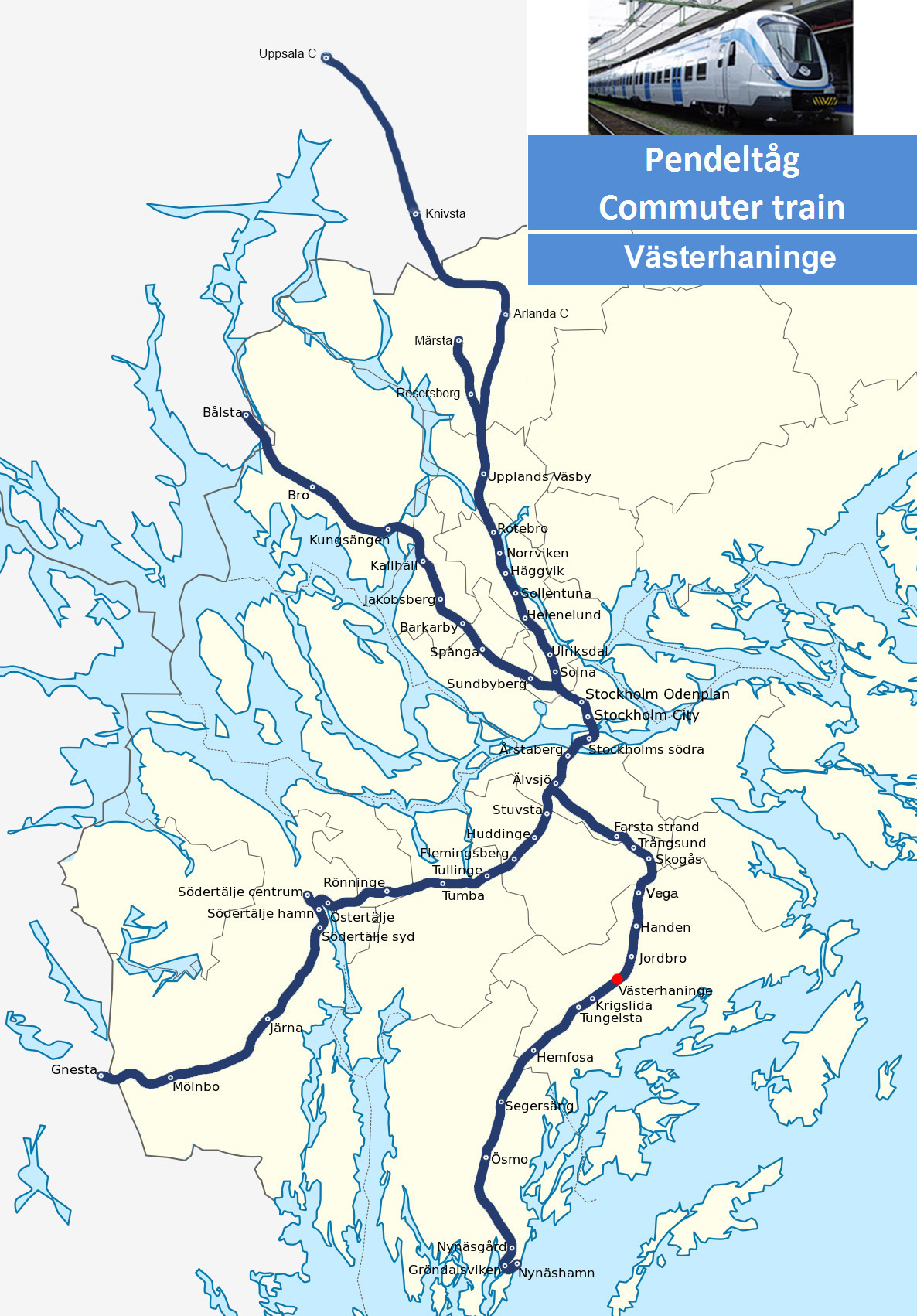
Położenie stacji na sieci Pendeltåg

Västerhaninge – stacja kolejowa w Västerhaninge, w Gminie Haninge, w regionie Sztokholm, w Szwecji. Znajduje się na Nynäsbanan i jest obsługiwana przez pociągi Pendeltåg w Sztokholmie linii 35 Nynäshamn - Västerhaninge i Västerhaninge - Kungsängen/Bålsta. Istnieją cztery pociągi na godzinę do dworca centralnego w Sztokholmie i dwa pociągi na godzinę do Nynäshamn. Czas podróży pociągiem do Sztokholmu lub Nynäshamn wynosi około 30 minut.

## Galeria

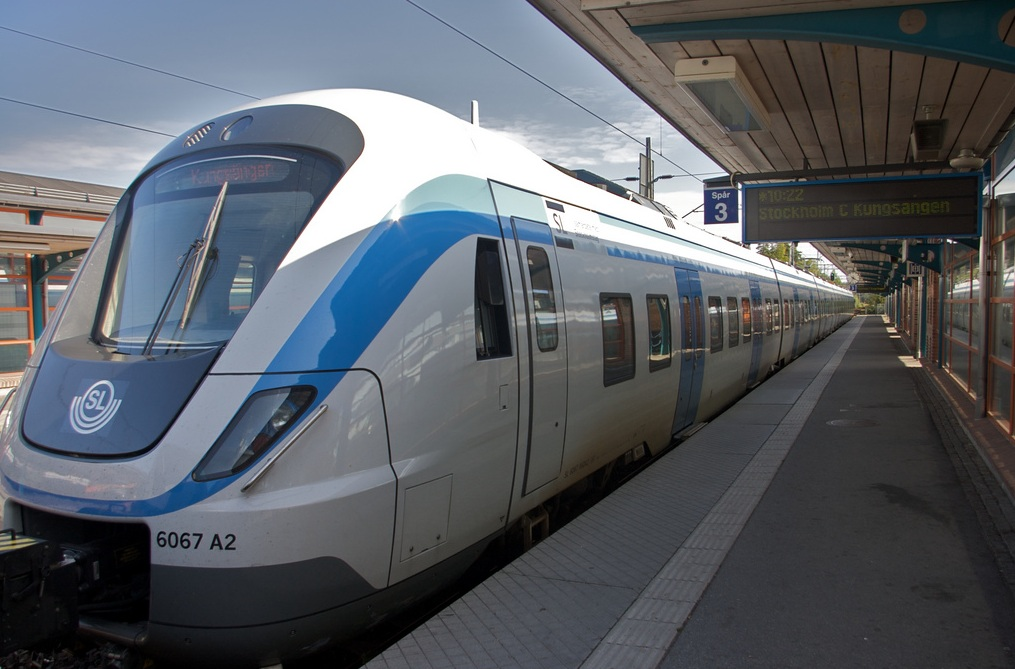
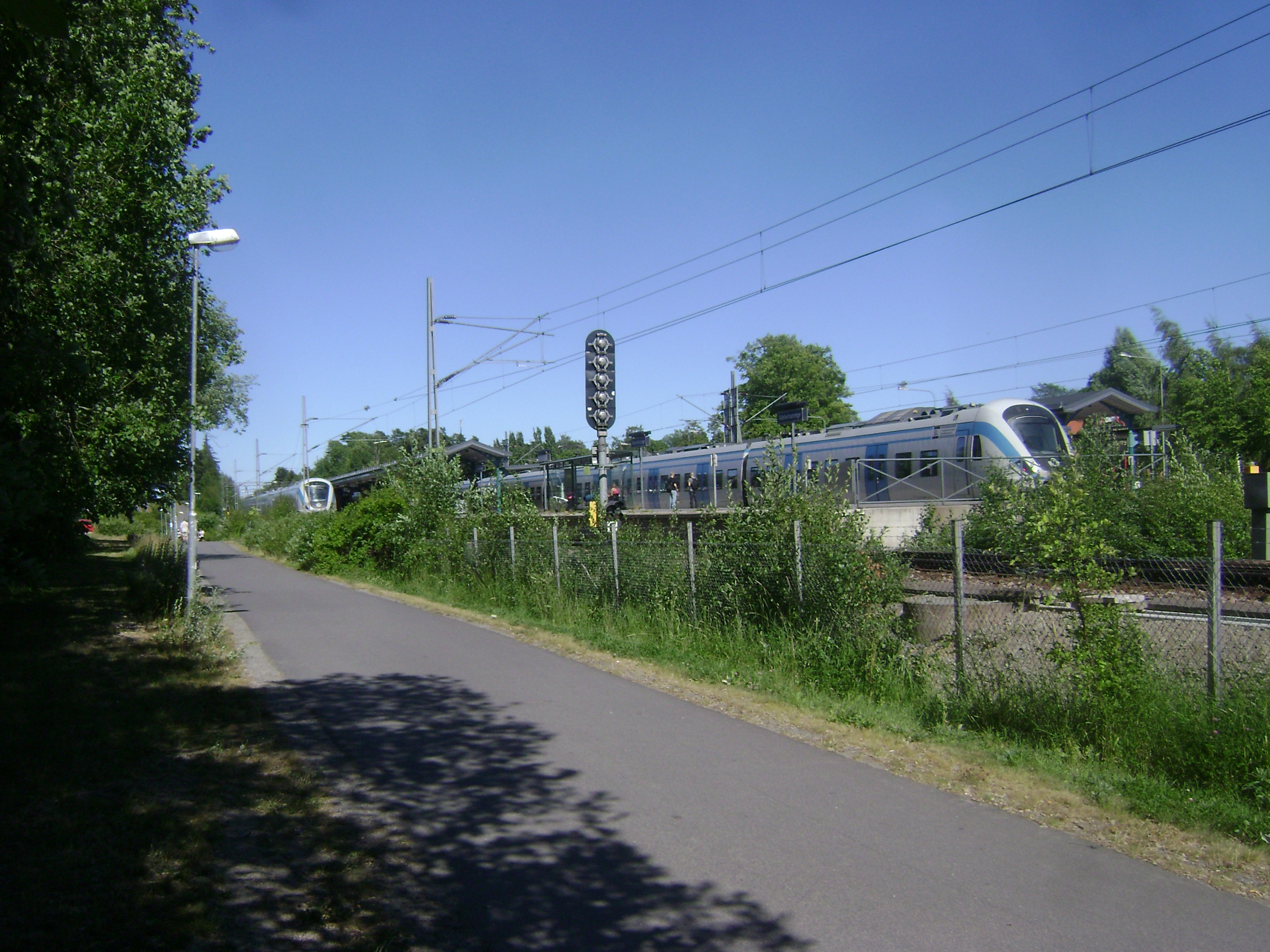
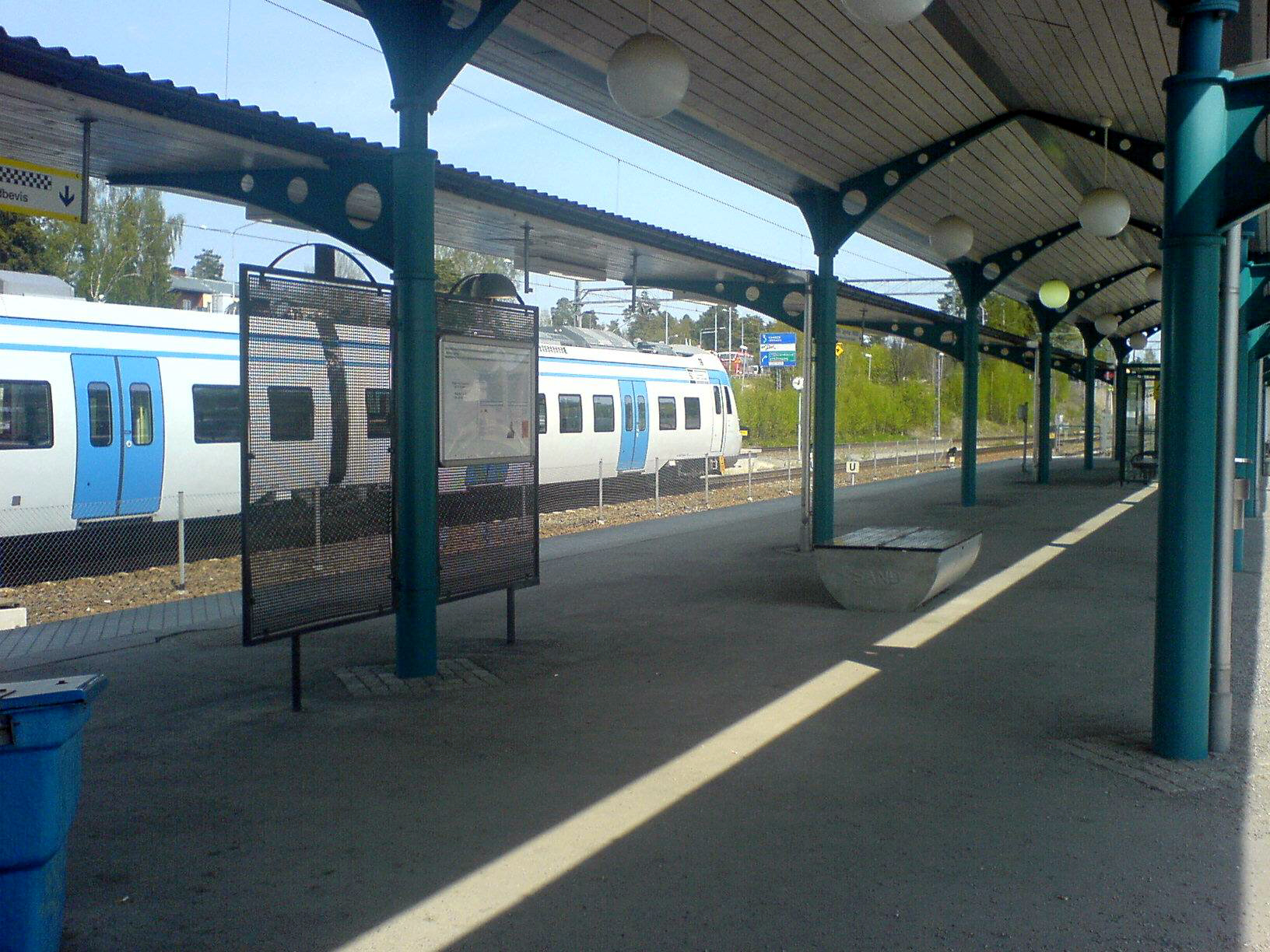

## Linie kolejowe
- Nynäsbanan